# 圣纳泽尔战役
聖納澤爾戰役（St Nazaire Raid），盟軍代號戰車行動（Operation Chariot），是第二次世界大戰期間英國對德國佔領下的法國聖納澤爾港發動的突襲作戰。該行動是由英國皇家海軍和英國突擊隊聯合進行的兩棲攻擊，主要目標是聖納澤爾港內的諾曼第乾船塢。該船塢尺寸足以容納俾斯麥級戰艦，納粹德國海軍的水面主力艦可以此為據點，對英國皇家海軍本土艦隊和北大西洋航線護航艦隊形成威脅。
1942年3月28日，以英國皇家海軍驅逐艦坎貝爾敦號（HMS Campbeltown）為首的艦隊，穿越英吉利海峽到達法國聖納澤爾，坎貝爾敦號衝撞並卡在諾曼第乾船塢的南門上。同時突擊隊登陸，摧毀了港內機具和其他建築物，但絕大多數登陸船隻都被反擊的德軍擊沉或焚毀，突擊隊只能往鎮上撤離，許多人遭到包圍而投降。之後坎貝爾敦號船內裝載的炸藥藉由延時引信引爆，諾曼第船塢因而重創，直到1948年才修復。
英方參加這次行動的612人中，169人陣亡，215人成為戰俘，只有228人返回英國。德軍則有超過360人陣亡，部份是被捲入坎貝爾敦號的爆炸中喪生。為表彰他們的英勇，有89人獲頒獎章，包含4枚維多利亞十字勳章，而這次行動被英國軍事界稱為「最偉大的突襲行動」。